# Amaurocichla bocagii
El picolargo de Bocage (Amaurocichla bocagii) es una especie de ave paseriforme de la familia Motacillidae y única representante del género Amaurocichla.

## Distribución geográfica
Es endémica de la isla de Santo Tomé (Santo Tomé y Príncipe).

## Estado de conservación
Se encuentra amenazada por la pérdida de su hábitat natural.